# Sabra (personatge de còmic)
La Sabra és un personatge de ficció dels còmics estatunidencs publicats per Marvel Comics. El nom "Sabra" és l'alter ego de superheroïna de la israeliana Ruth Bat-Seraph (hebreu: רות בת-שרף‎), una mutant que treballa d'agent del servei secret israelià, el Mossad.
El personatge fou creat pel guionista de còmics Bill Mantlo i el dibuixant Sal Buscema i va aparèixer per primera vegada en un cameo a Incredible Hulk #250 (agost de 1980), abans de fer una aparició completa a Incredible Hulk #256 (febrer de 1981).
Segons ha anunciat Marvel, l'actriu israeliana Shira Haas interpretarà una versió reimaginada de la Sabra a la pel·lícula Captain America: Brave New World (2025), part del popular Univers Cinemàtic de Marvel.

## Significat del nom
El nom "Sabra" i el concepte del personatge van ser idea de Belinda Glass, cantant i primera esposa de l'escriptor Mark Gruenwald.
La paraula "sabra" prové de l'àrab "saber", que significa el fruit del cactus que creix àmpliament arreu de Palestina. El nom d'aquest fruit, que és dur per fora i dolç per dins, ha passat a utilitzar-se en l'argot hebreu per a referir-se als jueus israelians descendents d'una família jueva que ja vivia a Palestina abans de la creació de l'estat d'Israel l'any 1948.
Sabra també és el nom d'un barri al costat del camp de refugiats palestins de Xatila, al Líban, on l'any 1982 l'estat d'Israel hi va cometre la Matança Sabra i Xatila. Els refugiats eren palestins que havien sigut expulsats de Palestina i empesos cap al Líban el 1948, any de creació de l'estat d'Israel, a causa de la violenta neteja ètnica a mans de milícies sionistes contra la població palestina, coneguda com la Nakba. Entre el 16 i el 18 de febrer de 1982, una milícia de dretes libanesa que actuava coordinada amb Israel va atacar el camp de Sabra i Xatila, matant entre 2.000 i 3.500 persones, entre refugiats palestins i civils libanesos. El febrer del 1983, la ONU declarà que "les autoritats o forces israelianes van estar involucrades en les massacres [de Sabra i Xatila], directament o indirecta". Cap soldat ni oficial israelià ni libanès ha sigut mai castigat per aquest crim. Avui en dia, Sabra continua sent un camp de refugiats on hi malviuen 12.000 persones.

## Recepció i crítiques de racisme anti-palestí
Els còmics on apareix la Sabra foren celebrats a la premsa israeliana alhora que reberen crítiques per part de la població palestina i àrab per la representació dels personatges àrabs palestins que apareixen als còmics. Els personatges àrabs palestins amb qui interactua la Sabra segueixen els estereotips negatius sobre la comunitat palestina, mostrant-los com una població misògina, antisemita i violenta.
La recepció als mitjans de comuniació israelians va ser positiva. Nirit Anderman a Haaretz va definir la Sabra com "la primera superheroïna israeliana," recordant que "Malgrat que hi va haver varis intents de crear superherois locals a Israel – per exemple Sabraman, Super Shlumper i Falafel Man – cap d'ells no va aconseguir durar gaire. Els únics que han aconseguit l'èxit en aquesta missió, fins i tot anant més enllà i creant una superheroïna en comptes d'un superheroi, han sigut els nois de Marvel". Deirdre Kaye de Scary Mommy va anomenar la Sabra "un model a seguir" i "realment heroica". Nicole Lampert a The Jewish Chronicle la va descriure com "una gran heroïna jueva." Brenton Stewart a Comic Book Resources es va referir a la Sabra com "un dels herois internacionals de Marvel més prominents".
Davant l'anunci de Marvel que la Sabra apareixeria a la nova pel·lícula Captain America: Brave New World (2025), la Palestinian Campaign for the Academic and Cultural Boycott of Israel (PACBI) respongué que "el lleig racisme i la valorització de la Mossad del còmic original són nauseabunds". El novembre de 2023, representants de la campanya Boicot, Desinversions i Sancions i la PACBI expressaren que el personatge és una "personificació de l'Israel de l'apartheid" i un personatge racista que promou l'opressió israeliana dels palestins, fent una crida a boicotejar Marvel el Black Friday i el Cyber Monday. L'artista de còmics palestino-americà Michael Jabareen descrigué al personatge com a "l'empleada d'una entitat colonial i d'ocupació militar, i concretament de la Mossad - que té una història molt bruta", afegint que la Sabra "és un reflex de la insolència i el racisme sobre el que operen aquestes empreses", "la seva política és distorsionar com es tracten els fets utilitzant una arma cultural com són els còmics i les pel·lícules - és un procés de fer que l'audiència s'empassi la propaganda". L'artista Dania Omari digué que el fet que Marvel mantingui el nom de Sabra, associat a la Massacre de Sabra i Shantila, és "molt funest i preocupant", ja que "ningú no pot normalitzar la massacre, o ignorar-ne el patiment, i explicà que els palestins veuen el personatge de la Sabra com un soldat i "la missió dels soldats israelians és matar sense desviar el tret, eliminar l'altre bàndol, a través de l'ocupació. Estan representant un individu que vol eliminar-nos com un superheroi". L'Institute For Middle East Understanding digué que Sabra "promociona la violència d'Israel".